# Harlem Blues
Harlem Blues è un album di Donald Byrd, pubblicato dalla Landmark Records nel 1988. Il disco fu registrato il 22 e 24 settembre 1987 al Van Gelder Studio di Englewood Cliffs, New Jersey (Stati Uniti).

## Tracce
Lato A
1. Harlem Blues – 5:30 (W.C. Handy)
2. Fly, Little Bird – 6:13 (Donald Byrd)
3. Voyage à deux – 7:44 (Kenny Garrett)

Lato B
1. Blue Monk – 9:22 (Thelonious Monk)
2. Alter Ego – 7:36 (James Williams)
3. Sir Master Kool Guy – 5:03 (Donald Byrd)

Edizione CD del 1988, pubblicato dalla Landmark Records
1. Harlem Blues – 5:34 (W.C. Handy)
2. Fly, Little Bird – 6:17 (Donald Byrd)
3. Voyage à deux (Journey for Two) – 7:49 (Kenny Garrett)
4. Blue Monk – 9:27 (Thelonious Monk)
5. Alter Ego – 7:41 (James Williams)
6. Sir Master Kool Guy – 5:07 (Donald Byrd)
7. Hi-Fly – 11:00 (Randy Weston)

## Musicisti
- Donald Byrd - cornetta (brano: A1)
- Donald Byrd - tromba (brani A2, B1 e B3)
- Donald Byrd - flicorno (brani: A3, B2 e CD brano nr. 7)
- Kenny Garrett - sassofono alto
- Mulgrew Miller - pianoforte
- Mike Daugherty - sintetizzatore (brani: A1 e B2)
- Rufus Reid - contrabbasso
- Marvin Smitty Smith - batteria[1][3]